# Riddarhuset i Mitau
Riddarhuset i Mitau, var ett riddarhus beläget i staden Mitau (nuvarande Jelgava) i dåvarande Kurland (nuvarande Lettland) vilket var ockuperat av Sverige från 1701 till 1709.

## Baltisk adel
Baltisk adel kallas kollektivt den adel som uppstod med Tyska orden och därefter fortlevde som institution i Livland, Kurland, Estland och Ösel. Etniskt sett var de flesta balttyskar men sedermera upptogs av historiskt förklarliga skäl svenskar, ryssar och polacker i den baltiska adeln.
Många adelsätter som tillhörde riddarhuset i Mitau var ibland också representerade i något av de andra tre baltiska riddarhusen, såsom  Riddarhuset i Riga i Livland, Riddarhuset i Reval (Tallinn) i nuvarande Estland och Riddarhuset i Mitau (Jelgava), i dåvarande Kurland.

### Naturaliserade ätter på Riddarhuset i Mitau
I Mitau utslocknade ätter är markerade med (†), medan helt utdöda ätter är markerade med dubbla kors (††). I övrigt kan flera linjer, hus eller familjer ha oberoende från varandra naturaliserats, varför en del ätter förekommer flera gånger i listan.
- von Cardinal[1] (††)
- von Mengden
- von Nolcken
- von Rosen